# 2018 au Manitoba
Chronologie du Manitoba
- 2014
- 2015
- 2016
- 2017
- 2018
- 2019
- 2020
- 2021
- 2022

Cette page concerne des événements d'actualité qui se sont produits durant l'année 2018 dans la province canadienne du Manitoba.

## Politique
- Premier ministre : Brian Pallister, Progressiste-conservateur
- Chef de l'Opposition :
- Lieutenant-gouverneur : Janice Filmon
- Législature :